# 洲尾
洲尾，又稱洲美，是臺北市北投區的一個地名，位於該區南部，範圍大致與今洲美里相當。

## 歷史
台灣清治末期至日治前期，洲尾地區為一街庄，稱為「洲尾庄」，隸屬於芝蘭一堡。該庄昔日北隔磺港溪與北投庄為鄰，東隔外雙溪分流與唭里岸庄、石牌庄為鄰，東南一小段隔外雙溪主流與福德洋庄為鄰，南邊及西邊隔基隆河與社仔庄、溪洲底庄為界。
1901年（日治明治三十四年）11月，該庄隸屬於臺北廳，編入第九區。1906年（明治三十九年）1月，第九區改名「士林區」。1920年（大正九年），該庄改制為「洲尾」大字，隸屬於臺北州七星郡士林街。
戰後士林街改制為士林鎮，隸屬於臺北縣，大字亦改制為里。1949年，士林鎮與北投鎮一併改隸屬新成立的草山管理局。1950年隨著草山改名為陽明山，草山管理局亦改名為陽明山管理局，士林鎮仍隸屬之。1968年7月臺北市改制為院轄市，士林鎮併入成為士林區。1990年3月，臺北市各區重劃，該地區改隸屬北投區。

## 交通
洲美快速道路經過洲尾地區，往北轉西可連接大度路以前往關渡、淡水，往南可接環河快速道路前往台北市區。但該快速道路在本地區境內並無交流道，最近的交流道在北鄰唭里岸地區的立賢路。

## 學校
- 洲美國小

## 公共設施
- 北投垃圾焚化廠

## 廟宇
- 洲美屈原宮（水仙尊王廟）